# Carta aberta

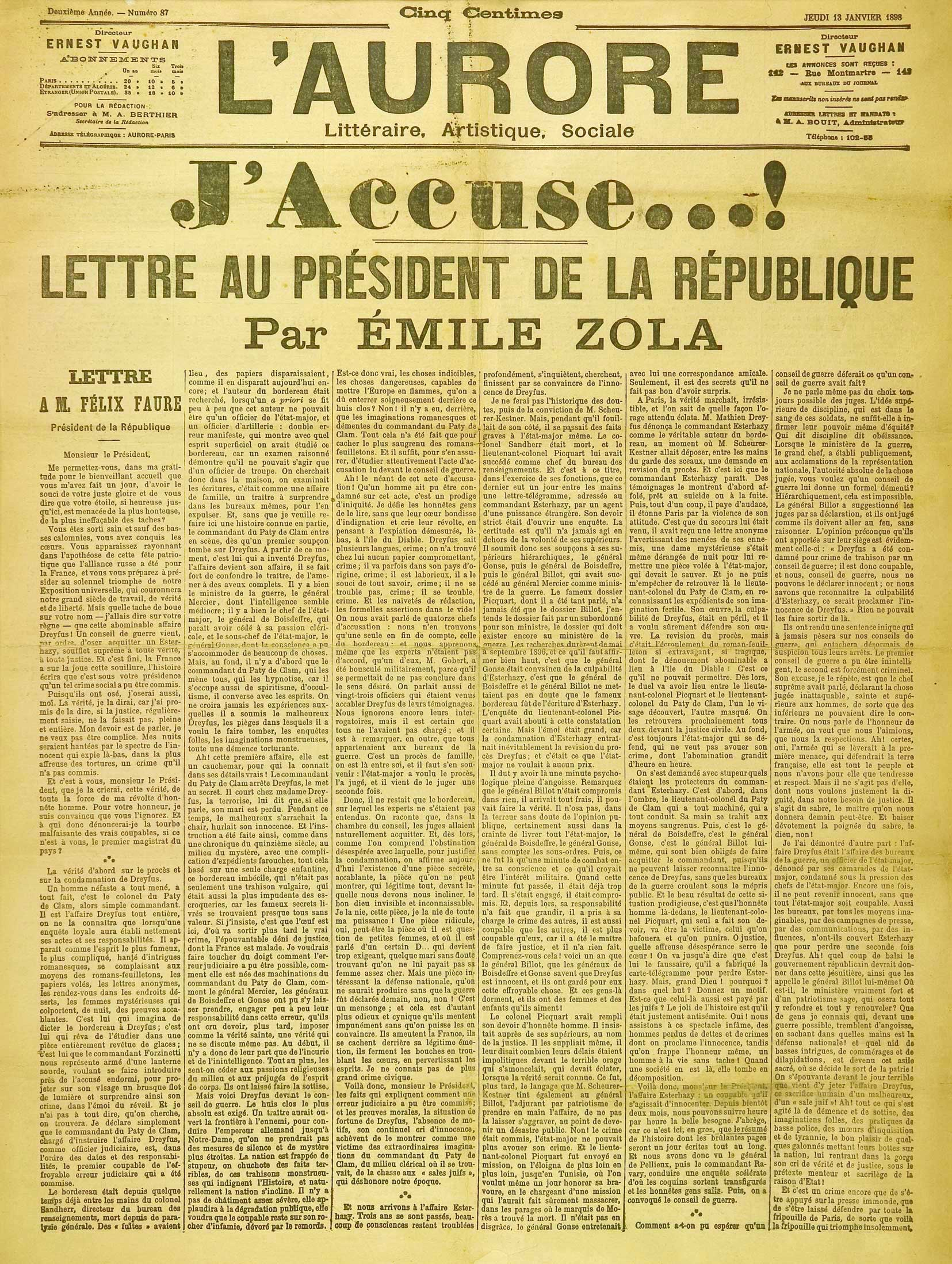
J'Accuse…! é uma carta aberta influente escrita por Émile Zola em 1898 sobre o Caso Dreyfus

Uma carta aberta é uma carta que se destina a ser lida por um grande público, ou uma carta destinada a um indivíduo, mas que é amplamente distribuída intencionalmente.
As cartas abertas geralmente assumem a forma de cartas endereçadas a um indivíduo, mas fornecidas ao público por meio de jornais e outras mídias, como uma carta ao editor ou blogue. Especialmente comuns são cartas abertas críticas dirigidas aos líderes políticos.
Cartas-patentes são outra forma de carta aberta em que um documento legal é enviado pelo governo por correio a uma pessoa e divulgado para que todos fiquem cientes do mesmo. As cartas abertas também podem ser endereçadas diretamente a um grupo em vez de a qualquer indivíduo.[carece de fontes?]
Duas das cartas abertas mais famosas e influentes são J'accuse de Émile Zola ao Presidente da França, acusando o governo francês de condenar injustamente Alfred Dreyfus por suposta espionagem, e a Carta de Martin Luther King Jr. Carta da prisão de Birmingham [en], incluindo a famosa citação "A injustiça num lugar qualquer é uma ameaça à justiça em todo o lugar".

## Motivações para a escrita
Há várias razões pelas quais um indivíduo escolheria a forma de uma carta aberta, incluindo os seguintes motivos:
- Como último recurso para pedir ao público que julgue o destinatário da carta ou outros envolvidos, muitas vezes mas nem sempre, de uma forma crítica
- Para declarar a posição do autor sobre um determinado assunto[6]
- Como uma tentativa de iniciar ou terminar um diálogo mais amplo em torno de uma questão
- Como uma tentativa de concentrar uma ampla atenção no destinatário da carta, levando-o a alguma ação
- Para valor humorístico
- Simplesmente para tornar pública uma comunicação que deve ocorrer na forma de carta por razões de formalidade